# فریر

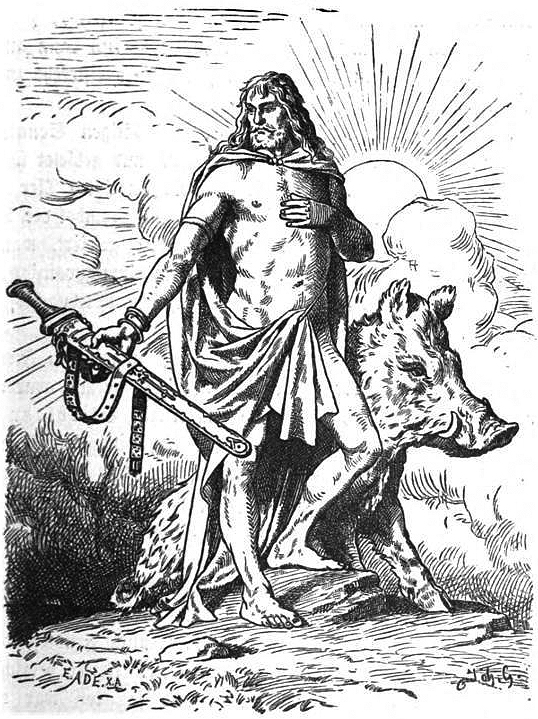
تصویر فریر و گراز گولین‌بورستی، اثر یوهانس گیئرتس (۱۹۰۱)

فریر (به زبان نروژی باستان: Freyr) در اسطوره‌شناسی اسکاندیناوی، ایزد خورشید، باران، باروری، برداشت محصولات و همچنین فرمانروای اِلف‌ها به‌شمار می‌رفت. بر طبق مجموعه کتاب‌های ایسلندی ادای منظوم و ادای منثور، فریر اشرف ایزدان، فرزند خدای دریاها نیورد و برادر دوقلوی فریا است. ایزدان الف‌هایم، قلمروی اِلف‌ها را به عنوان هدیه به او دادند. او را ایزد صلح و جنگجویی دلاور می‌پنداشتند. در پرستشگاه‌های او سلاح ممنوع بود و خونریزی یا پناه‌بردن متجاوزان به مکان‌های مقدس او گناه به‌شمار می‌رفت. در هنگام ازدواج، به فریر توسل می‌جستند، چون او هم مسئول افزایش محصولات کشاورزی و هم مسئول فرزندزایی بود که یک جنبهٔ مهم ایزدان باروری به‌شمار می‌رفت. به گفتهٔ آداموس برمنزیس، فریر با صلح و لذت مرتبط بود و با مجسمه‌ای از فالیک در معبد اوپسالا به تصویر کشیده شده بود. او چندین خادم به نام‌های اسکرنر، بیگویر و بیلا دارد.
فریر همراه با خواهر خود فریا صلح و رفاه، همراه با نعمت و برکت خانه و زمین را برای انسان‌ها به ارمغان می‌آوردند. او برجسته‌ترین و زیباترین عضو مذکر در گروه ونیر بود و برخی مواقع به او لقب ایزد جهان را می‌دادند. او با ماده غولی زیبا به نام گِرد، دختر گیمیر ازدواج نمود. اسطورهٔ خواستگاری فریر از این ماده غول در ادای شاعرانه به جای مانده و اسنوری نیز آن را بازگو کرده است. پس از جنگ آسیر و ونیر به او لقب ایزد آسیر را دادند. فریر در نبرد فرجامین رگناروک، از آنجا که شمشیر جادویی خود را در اختیار ندارد، در برابر یوتون آتشی، سورت شکست خورده و کشته می‌شود.

## گنجینه‌های فریر
فریر دو گنجینه گران‌بها در اختیار داشت که به دست دو دورف به نام‌های «بروک و ایتری» ساخته شده بودند. گراز طلایی گولین‌بورستی (مو طلایی) که ارابهٔ او را می‌کشید و در هوا و فراز دریاها سریع‌تر از اسب حرکت می‌کرد و هر وقت اطرافیان در تاریکی گیر می‌کردند، او با درخشش موهای زرین خود، فضا را برای آن‌ها روشن می‌کرد. گنج دیگر کشتی عجیبی به نام اسکیدبلادنیر بود که فضایی برای سوار کردن تمام ایزدان در دسترس داشت، اما می‌توانست به قدری کوچک شود که داخل کیسه‌ای نهاده شود. همچنین هر وقت این کشتی را به دریا می‌نهادند، باد ملایم می‌وزید و به هرجا که می‌خواستند، سفر می‌کردند.